# Jean Perrot (homme politique)
Pour les articles homonymes, voir Jean Perrot et Perrot.
Jean Perrot, né le 7 juin 1889 à Esquibien (Finistère) où il est décédé le 22 janvier 1976, est un homme politique français.

## Biographie
Fils et petit-fils d'agriculteur, Jean Perrot est agriculteur lui-même. Il combat pendant la Première Guerre mondiale, et reçoit la Croix de guerre avec six citations. Il est élu maire de sa ville natale en 1925, puis conseiller d'arrondissement, deux ans plus tard.
En 1932, face à Jean Jadé, député sortant, avocat, il est élu au deuxième tour député (radical-socialiste) du Finistère. 
Il fait alors partie des quinze députés élus en Bretagne signataires d'un « programme du Front Breton », qui vise alors à créer un groupe parlementaire breton à l'Assemblée nationale, et à défendre des lois en faveur de la régionalisation des institutions ou en faveur de l'enseignement de la langue bretonne. Pendant la campagne électorale, il s'affirme aussi partisan de la politique extérieure menée par Aristide Briand. Il se prononce en faveur de l'octroi d'une force militaire et pouvoir de sanctions économiques à la Société des Nations. Il propose également que la question des réparations dues par l'Allemagne soit liée à celle des dettes contractées par la France auprès des États-Unis. 
Le député Perrot appartient à la commission de la Marine marchande, de la Marine militaire, puis, à partir de 1933, de l'Agriculture. Il dépose plusieurs propositions en faveur des agriculteurs et de la pêche, notamment une proposition de loi visant à étendre aux marins-pêcheurs la loi de 1930 sur les assurances sociales, et une autre, visant à réduire la taxation de l'essence pour les engins agricoles. Il est rapporteur de plusieurs projets de loi, en particulier le projet ratifiant la convention internationale sur la chasse à la baleine, en 1933. Plus généralement, Jean Perrot déploie une intense activité à la Chambre en faveur de l'agriculture et de la pêche.

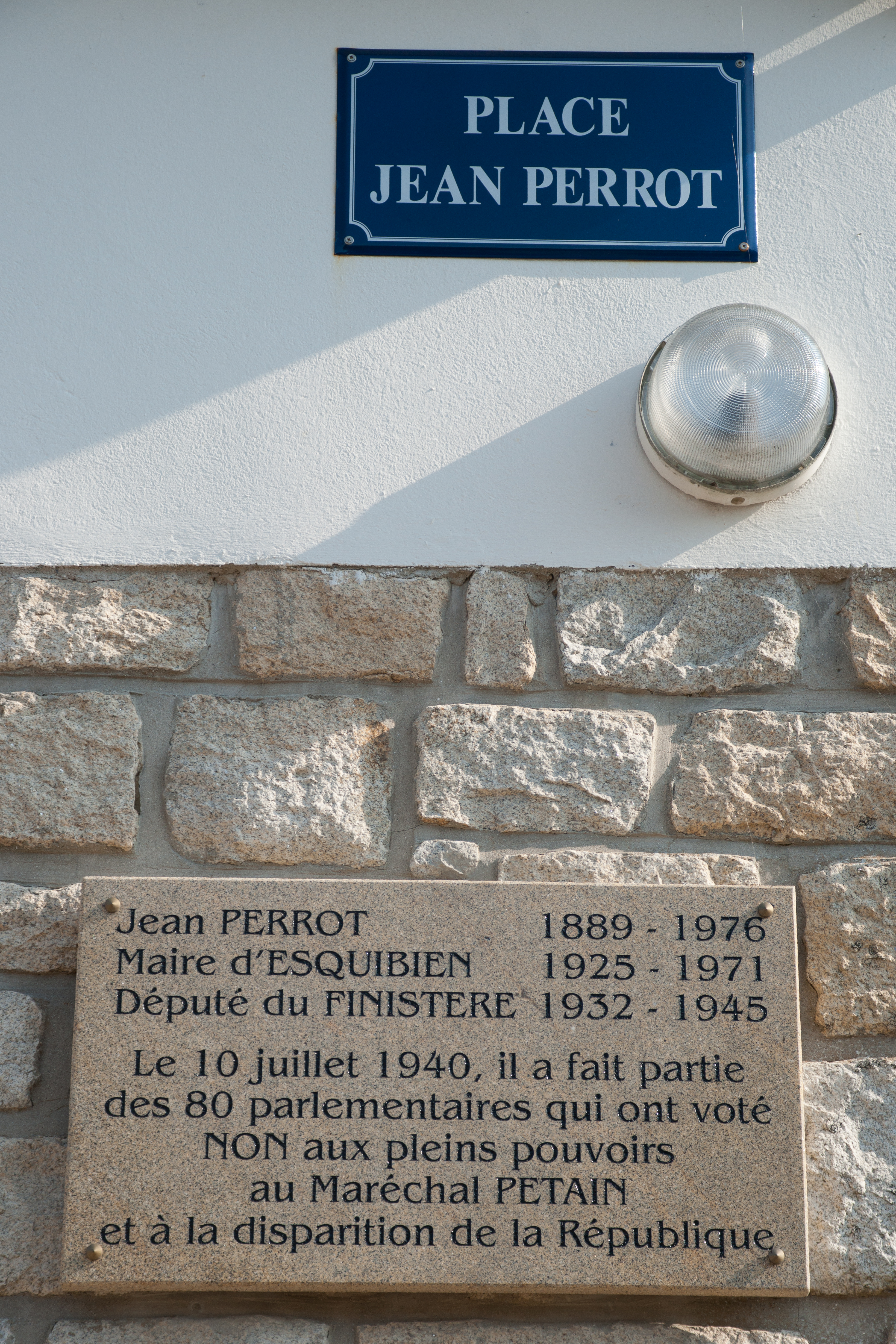
Plaque en l'honneur de Jean Perrot sur un mur de la mairie d'Esquibien.

Il est élu conseiller général en 1934 et réélu député en 1936, cette fois dès le premier tour. Il poursuit son action parlementaire, réclamant, entre autres, l'extension des allocations familiales aux petits exploitants et ouvriers agricoles, puis le relèvement des pensions pour les marins de commerce.
Le 10 juillet 1940, Jean Perrot vote contre les pleins pouvoirs à Philippe Pétain (voir Vote des pleins pouvoirs à Philippe Pétain le 10 juillet 1940).

## Décorations
- Chevalier de la Légion d'honneur
- Croix de guerre 1914–1918 (six citations)
- Chevalier de l'ordre du Mérite agricole

## Source